# Comuni della Repubblica Ceca (Č)
Questa pagina contiene l'elenco dei comuni cechi il cui nome inizia con la lettera Č.
Per ciascun comune sono indicati il distretto e la regione d'appartenenza. I comuni che hanno lo status di città (město) sono indicati in grassetto, quelli che hanno lo status di comune mercato (městys) in corsivo.
| Comune                          | Distretto           | Regione             |
| ------------------------------- | ------------------- | ------------------- |
| Čachotín                        | Havlíčkův Brod      | Vysočina            |
| Čachovice                       | Mladá Boleslav      | Boemia centrale     |
| Čachrov                         | Klatovy             | Plzeň               |
| Čakov (Boemia centrale)         | Benešov             | Boemia centrale     |
| Čakov (Boemia meridionale)      | České Budějovice    | Boemia meridionale  |
| Čaková                          | Bruntál             | Moravia-Slesia      |
| Čakovičky                       | Mělník              | Boemia centrale     |
| Čankovice                       | Chrudim             | Pardubice           |
| Čáslav                          | Kutná Hora          | Boemia centrale     |
| Čáslavice                       | Třebíč              | Vysočina            |
| Čáslavsko                       | Pelhřimov           | Vysočina            |
| Částkov (Plzeň)                 | Tachov              | Plzeň               |
| Částkov (Zlín)                  | Uherské Hradiště    | Zlín                |
| Častohostice                    | Třebíč              | Vysočina            |
| Častolovice                     | Rychnov nad Kněžnou | Hradec Králové      |
| Častrov                         | Pelhřimov           | Vysočina            |
| Časy                            | Pardubice           | Pardubice           |
| Čavisov                         | Ostrava             | Moravia-Slesia      |
| Čebín                           | Brno-venkov         | Moravia meridionale |
| Čečelice                        | Mělník              | Boemia centrale     |
| Čečelovice                      | Strakonice          | Boemia meridionale  |
| Čečkovice                       | Havlíčkův Brod      | Vysočina            |
| Čečovice                        | Domažlice           | Plzeň               |
| Čehovice                        | Prostějov           | Olomouc             |
| Čechočovice                     | Třebíč              | Vysočina            |
| Čechtice                        | Benešov             | Boemia centrale     |
| Čechtín                         | Třebíč              | Vysočina            |
| Čechy                           | Přerov              | Olomouc             |
| Čechy pod Kosířem               | Prostějov           | Olomouc             |
| Čejč                            | Hodonín             | Moravia meridionale |
| Čejetice                        | Strakonice          | Boemia meridionale  |
| Čejkovice (Boemia centrale)     | Kutná Hora          | Boemia centrale     |
| Čejkovice (Boemia meridionale)  | České Budějovice    | Boemia meridionale  |
| Čejkovice (Hodonín)             | Hodonín             | Moravia meridionale |
| Čejkovice (Znojmo)              | Znojmo              | Moravia meridionale |
| Čejov                           | Pelhřimov           | Vysočina            |
| Čeladná                         | Frýdek-Místek       | Moravia-Slesia      |
| Čelákovice                      | Praha-východ        | Boemia centrale     |
| Čelčice                         | Prostějov           | Olomouc             |
| Čelechovice                     | Přerov              | Olomouc             |
| Čelechovice na Hané             | Prostějov           | Olomouc             |
| Čelistná                        | Pelhřimov           | Vysočina            |
| Čeložnice                       | Hodonín             | Moravia meridionale |
| Čeminy                          | Plzeň-sever         | Plzeň               |
| Čenkov                          | Příbram             | Boemia centrale     |
| Čenkov u Bechyně                | České Budějovice    | Boemia meridionale  |
| Čenkovice                       | Ústí nad Orlicí     | Pardubice           |
| Čeperka                         | Pardubice           | Pardubice           |
| Čepí                            | Pardubice           | Pardubice           |
| Čepřovice                       | Strakonice          | Boemia meridionale  |
| Čeradice                        | Louny               | Ústí nad Labem      |
| Čerčany                         | Benešov             | Boemia centrale     |
| Čermákovice                     | Znojmo              | Moravia meridionale |
| Čermná (Hradec Králové)         | Trutnov             | Hradec Králové      |
| Čermná (Plzeň)                  | Domažlice           | Plzeň               |
| Čermná nad Orlicí               | Rychnov nad Kněžnou | Hradec Králové      |
| Čermná ve Slezsku               | Opava               | Moravia-Slesia      |
| Černá                           | Žďár nad Sázavou    | Vysočina            |
| Černá Hora (comune)             | Blansko             | Moravia meridionale |
| Černá Voda                      | Jeseník             | Olomouc             |
| Černá u Bohdanče                | Pardubice           | Pardubice           |
| Černá v Pošumaví                | Český Krumlov       | Boemia meridionale  |
| Černava                         | Karlovy Vary        | Karlovy Vary        |
| Černčice (Hradec Králové)       | Náchod              | Hradec Králové      |
| Černčice (Ústí nad Labem)       | Louny               | Ústí nad Labem      |
| Černé Voděrady                  | Praha-východ        | Boemia centrale     |
| Černěves                        | Litoměřice          | Ústí nad Labem      |
| Černíč                          | Jihlava             | Vysočina            |
| Černíkov                        | Klatovy             | Plzeň               |
| Černíkovice (Hradec Králové)    | Rychnov nad Kněžnou | Hradec Králové      |
| Černíkovice (Plzeň)             | Plzeň-sever         | Plzeň               |
| Černíky                         | Nymburk             | Boemia centrale     |
| Černilov                        | Hradec Králové      | Hradec Králové      |
| Černín                          | Znojmo              | Moravia meridionale |
| Černíny                         | Kutná Hora          | Boemia centrale     |
| Černiv                          | Litoměřice          | Ústí nad Labem      |
| Černolice                       | Praha-západ         | Boemia centrale     |
| Černošice                       | Praha-západ         | Boemia centrale     |
| Černošín                        | Tachov              | Plzeň               |
| Černotín                        | Přerov              | Olomouc             |
| Černouček                       | Litoměřice          | Ústí nad Labem      |
| Černousy                        | Liberec             | Liberec             |
| Černov                          | Pelhřimov           | Vysočina            |
| Černovice (Vysočina)            | Pelhřimov           | Vysočina            |
| Černovice (Moravia meridionale) | Blansko             | Moravia meridionale |
| Černovice (Plzeň)               | Domažlice           | Plzeň               |
| Černovice (Ústí nad Labem)      | Chomutov            | Ústí nad Labem      |
| Čerňovice                       | Plzeň-sever         | Plzeň               |
| Černožice                       | Hradec Králové      | Hradec Králové      |
| Černuc                          | Kladno              | Boemia centrale     |
| Černvír                         | Brno-venkov         | Moravia meridionale |
| Černý Důl                       | Trutnov             | Hradec Králové      |
| Černýšovice                     | Tábor               | Boemia meridionale  |
| Červená Hora                    | Náchod              | Hradec Králové      |
| Červená Lhota                   | Třebíč              | Vysočina            |
| Červená Třemešná                | Jičín               | Hradec Králové      |
| Červená Voda (Repubblica Ceca)  | Ústí nad Orlicí     | Pardubice           |
| Červená Řečice                  | Pelhřimov           | Vysočina            |
| Červené Janovice                | Kutná Hora          | Boemia centrale     |
| Červené Pečky                   | Kolín               | Boemia centrale     |
| Červené Poříčí                  | Klatovy             | Plzeň               |
| Červenka                        | Olomouc             | Olomouc             |
| Červený Hrádek                  | Jindřichův Hradec   | Boemia meridionale  |
| Červený Kostelec                | Náchod              | Hradec Králové      |
| Červený Újezd (Benešov)         | Benešov             | Boemia centrale     |
| Červený Újezd (Praha-západ)     | Praha-západ         | Boemia centrale     |
| Česká                           | Brno-venkov         | Moravia meridionale |
| Česká Bělá                      | Havlíčkův Brod      | Vysočina            |
| Česká Bříza                     | Plzeň-sever         | Plzeň               |
| Česká Čermná                    | Náchod              | Hradec Králové      |
| Česká Kamenice                  | Děčín               | Ústí nad Labem      |
| Česká Kubice                    | Domažlice           | Plzeň               |
| Česká Lípa                      | Česká Lípa          | Liberec             |
| Česká Metuje                    | Náchod              | Hradec Králové      |
| Česká Rybná                     | Ústí nad Orlicí     | Pardubice           |
| Česká Skalice                   | Náchod              | Hradec Králové      |
| Česká Třebová                   | Ústí nad Orlicí     | Pardubice           |
| Česká Ves                       | Jeseník             | Olomouc             |
| České Budějovice                | České Budějovice    | Boemia meridionale  |
| České Heřmanice                 | Ústí nad Orlicí     | Pardubice           |
| České Lhotice                   | Chrudim             | Pardubice           |
| České Libchavy                  | Ústí nad Orlicí     | Pardubice           |
| České Meziříčí                  | Rychnov nad Kněžnou | Hradec Králové      |
| České Petrovice                 | Ústí nad Orlicí     | Pardubice           |
| České Velenice                  | Jindřichův Hradec   | Boemia meridionale  |
| Český Brod                      | Kolín               | Boemia centrale     |
| Český Dub                       | Liberec             | Liberec             |
| Český Jiřetín                   | Most                | Ústí nad Labem      |
| Český Krumlov                   | Český Krumlov       | Boemia meridionale  |
| Český Rudolec                   | Jindřichův Hradec   | Boemia meridionale  |
| Český Šternberk                 | Benešov             | Boemia centrale     |
| Český Těšín                     | Karviná             | Moravia-Slesia      |
| Čestice (Boemia meridionale)    | Strakonice          | Boemia meridionale  |
| Čestice (Hradec Králové)        | Rychnov nad Kněžnou | Hradec Králové      |
| Čestín                          | Kutná Hora          | Boemia centrale     |
| Čestlice                        | Praha-východ        | Boemia centrale     |
| Češov                           | Jičín               | Hradec Králové      |
| Číčenice                        | Strakonice          | Boemia meridionale  |
| Číčovice                        | Praha-západ         | Boemia centrale     |
| Číhalín                         | Třebíč              | Vysočina            |
| Číhaň                           | Klatovy             | Plzeň               |
| Číhošť                          | Havlíčkův Brod      | Vysočina            |
| Čichalov                        | Karlovy Vary        | Karlovy Vary        |
| Číchov                          | Třebíč              | Vysočina            |
| Čikov                           | Třebíč              | Vysočina            |
| Čilá                            | Rokycany            | Plzeň               |
| Čilec                           | Nymburk             | Boemia centrale     |
| Čím                             | Příbram             | Boemia centrale     |
| Čimelice                        | Písek               | Boemia meridionale  |
| Číměř (Boemia meridionale)      | Jindřichův Hradec   | Boemia meridionale  |
| Číměř (Vysočina)                | Třebíč              | Vysočina            |
| Čimice                          | Klatovy             | Plzeň               |
| Činěves                         | Nymburk             | Boemia centrale     |
| Čisovice                        | Praha-západ         | Boemia centrale     |
| Čistá (Mladá Boleslav)          | Mladá Boleslav      | Boemia centrale     |
| Čistá (Pardubice)               | Svitavy             | Pardubice           |
| Čistá (Rakovník)                | Rakovník            | Boemia centrale     |
| Čistá u Horek                   | Semily              | Liberec             |
| Čistěves                        | Hradec Králové      | Hradec Králové      |
| Čižice                          | Plzeň-jih           | Plzeň               |
| Čížkov (Vysočina)               | Pelhřimov           | Vysočina            |
| Čížkov (Plzeň)                  | Plzeň-jih           | Plzeň               |
| Čížkovice                       | Litoměřice          | Ústí nad Labem      |
| Čížkrajice                      | České Budějovice    | Boemia meridionale  |
| Čížov                           | Jihlava             | Vysočina            |
| Čížová                          | Písek               | Boemia meridionale  |
| Čkyně                           | Prachatice          | Boemia meridionale  |
| Člunek                          | Jindřichův Hradec   | Boemia meridionale  |
| Čmelíny                         | Plzeň-jih           | Plzeň               |
| Čtveřín                         | Liberec             | Liberec             |
| Čtyřkoly                        | Benešov             | Boemia centrale     |
| Čučice                          | Brno-venkov         | Moravia meridionale |